# Adam Manyoki

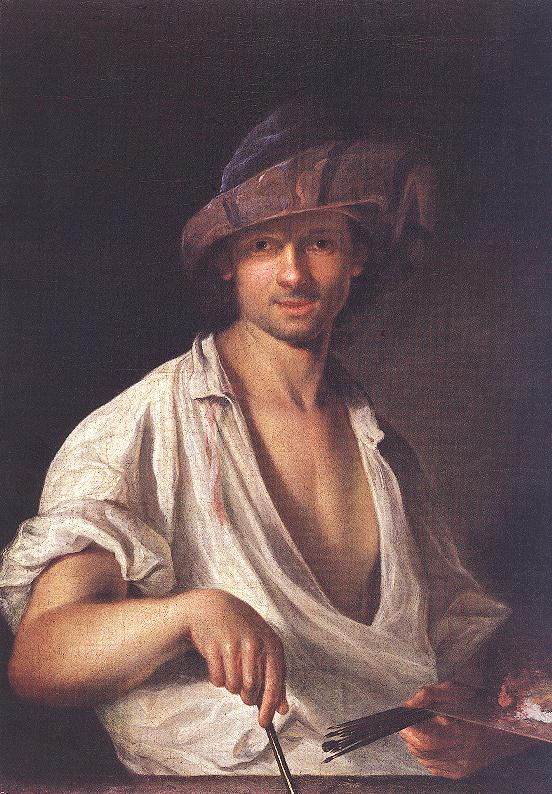
Selbstporträt von Adam von Manyoki

Adam Manyoki, ungarisch Ádám Mányoki (* 1673 in Szokolya, Ungarn; † 6. August 1757 in Dresden, Sachsen) war ein bedeutender ungarischer Maler aus dem 18. Jahrhundert.

## Leben
Manyoki war ein Schüler des deutschen Hofmalers Adam Scheitz in Lüneburg. Er arbeitete später unter anderem in Deutschland, Frankreich, Polen und in den Niederlanden. In seinen letzten Lebensjahren war er als Hofmaler am sächsischen Hof in Dresden tätig.
Während seiner Ausbildung nahm er Einflüsse des Franzosen Nicolas de Largillière auf, dessen Werke in der Salzdahlumer Galerie er kopierte. 20-jährig war er in Hamburg tätig, wo sein Selbstbildnis von 1693 entstand. 1703/07 Aufenthalt in Berlin, um im Auftrag des Kronprinzen Friedrich Wilhelm, Bildnisse der Offiziere seines Regiments zu fertigen. 1707 avancierte er zum Hofmaler des Fürsten Rákóczi (sein Bildnis im Mus. d. Bildenden Künste, Budapest). 1713 wurde er als Hofmaler Augusts des Starken nach Dresden berufen, wo er zunächst bis 1723 wirkte. Von hier aus entstanden zahlreiche Porträts bekannter und bedeutender Personen des Hochadels, auch nach Aufträgen aus Dessau oder Berlin, wie etwa das Bildnis der Großfürstin Konstantine (1713); Gräfin Kosel (1713); Gräfin Aurora Königsmark (1714); Henriette von Anhalt (1714); Karl Ludwig Markgraf von Brandenburg; Leopold von Dessau usf. 1723 hielt er sich in Wien auf, um die Erzherzoginnen Maria-Theresia, Maria Antonia sowie weitere Mitglieder des Wiener Hofes zu porträtieren. In den Jahren 1724 bis 1731 arbeitete er in seinem Heimatland Ungarn. Hier entstanden Porträts des ungarischen Adels, z. T. in der Sammlung Esterhazy. 1731 war Manyoki in Dresden und Leipzig tätig. Es entstanden neben Adelsporträts nun auch Bildnisse von Künstlern und Wissenschaftlern, wie des Malers Johann Alexander Thiele (1736) und des Rechenberg (1736). 1738 war er neben dem bekannten Dresdener Hofmaler Louis de Silvestre wieder am Sächsischen Hof in Dresden tätig und erhielt wiederholt zahlreiche Porträtaufträge (Fürstin Lubomirska, Kronmarschall Bilinski, Goldschmied Dinglinger – Grünes Gewölbe –, Gräfin Dönhoff, Mme. Montmorency, Graf Fleming usw.). Daneben entstanden aber auch einige Porträts des Sächsischen Herrschers Friedrich Augusts II., Sohn Augusts des Starken.
Neben Sylvestre, der wesentlich mit der Schaffung großformatiger Allegorien und Raumausstattungsgemälden für Dresden betraut war, wirkte Manyoki also hauptsächlich als Porträtist. Die Qualität seiner Werke steht dem bekannteren Sylvestre jedoch in nichts nach. Stilistisch vertrat er die dunkelgrundige Porträtmanier, die erst durch Sylvestre später der Rokokomode entsprechend in helleren Farben vorgetragen wurde.
Werke seiner Hand befinden sich in der Dresdener Gemäldegalerie: Baronesse Katarzyna de Besenval (1713), König Friedrich Wilhelm I. von Preußen sowie Prinzessin Konstancja, Fürstin Poniatowska (vor 1722).

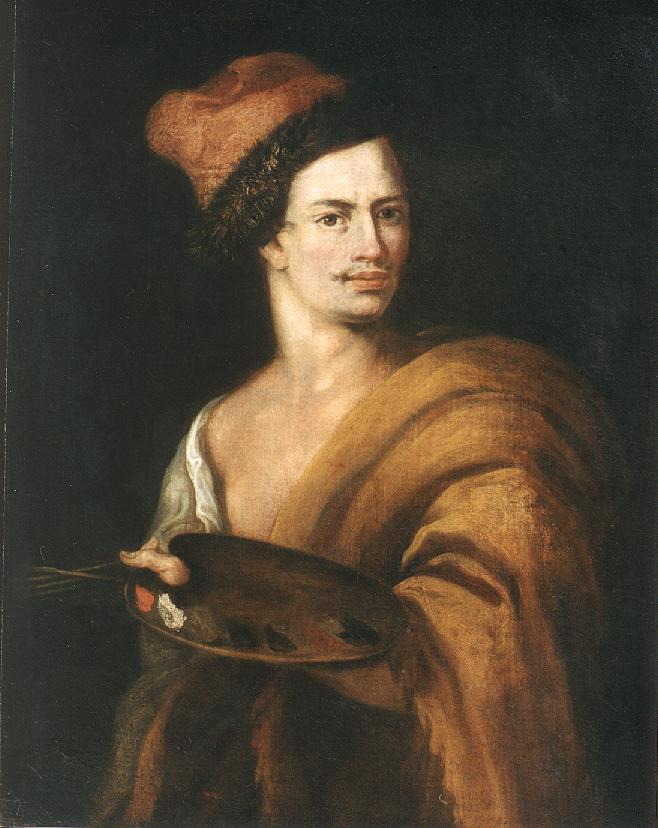
Johann Kupetzky, Öl auf Leinwand (1722)
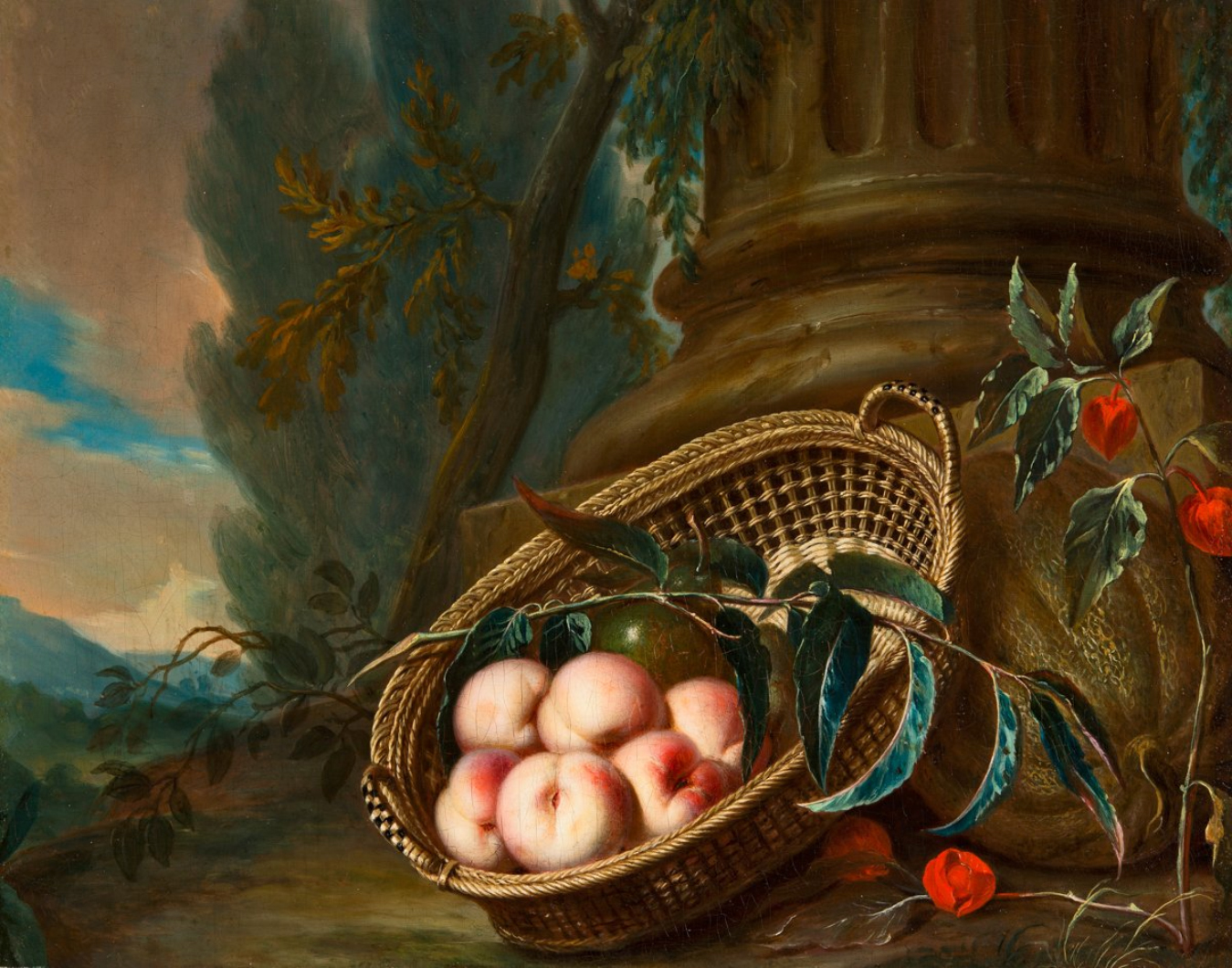
Stillleben, Öl auf Leinwand (1721)